# Thornburghiella platystyla
Thornburghiella platystyla är en tvåvingeart som beskrevs av Wagner 1994. Thornburghiella platystyla ingår i släktet Thornburghiella och familjen fjärilsmyggor. Inga underarter finns listade i Catalogue of Life.